# Lake Don Pedro (Kalifornija)
Lake Don Pedro je naseljeno područje za statističke svrhe u američkoj saveznoj državi Kalifornija. Prema popisu stanovništva iz 2010. u njemu je živjelo 1.077 stanovnika.